# حرائق غابات أوريغون 2021
حرائق غابات أوريغون 2021 بدأت في مايو 2021. تسبب أكثر من 1000 حريق في حرق ما لا يقل عن 518.303 فدانًا (209.750 هكتارًا) في جميع أنحاء ولاية أوريغون اعتبارًا من 21 يوليو 2021.
شهد موسم حرائق الغابات في ولاية أوريغون بداية مبكرة بسبب فصل الربيع الجاف بشكل غير طبيعي إلى جانب انخفاض مستويات الجليد وسط الجفاف المستمر. لقد تجاوز موسم 2021 الموسم السابق المدمر، حيث تم حرق ما يقرب من 10 أضعاف عدد الأفدنة اعتبارًا من 20 يوليو مقارنة بالعام السابق حتى ذلك التاريخ، وفقًا لمركز التنسيق الشمالي الغربي.